# Месуд Пезер
Месуд Пезер (Зеница, 27. август 1994) босанскохерцеговачки је атлетичар, специјалиста за бацање кугле. Окушао се и у бацању диска.
Држи националне рекорде БиХ у својој дисциплини (21,48 у Векшеу 2019. на отвореном и 21,15 у Бирмингему 2018. у дворани). Представљао је своју земљу на ЛОИ 2016; није се квалифковао у финале. Важи за спортисту који је учешће на међународним такмичењима почео да узима релативно скоро, од почетка прошле деценије; до сада их је остварио 15.

## Каријера
Пезер је члан АК Зеница. Прво значајније такмичење било на којем је учествовао је Светско првенство У–18 2011. (Лил), када је освојио 6. место (19,79). Исте године је био бронзани (19,13) на Европском олимпијском фестивалу младих (Трабзон). Две године после је освојио злато (20,44) на Европском првенству за јуниоре (Ријети); ово му је до сада једина освојена златна медаља. Још два пута је био трећепласирани (20,18 и 19,82; редом), на Дека насјону 2017. (Анже) и Медитеранским играма 2018. (Тарагона).
Представљао је Босну и Херцеговину на ЛОИ 2016. (Рио де Жанеиро), када је освојио 24. место (19,55).
На Светском првенству на отвореном 2017. (Лондон) био је 21. (19,88), а 2019. (Доха) био је 20. (20,17); у дворани Светског првенства, 2018. (Бирмингам) остварио је бољи резултат — 5. место (21,15).
На Европском првенству на отвореном 2018. (Берлин) био је 12. (19,91); у дворани Европског првенства, 2017. (Београд) и 2019. (Глазгов) био је 7. (20,37) односно 6. (20,69).

## Међународни резултати
| Год.                            | Такмичење                           | Локација                        | Пласман                         | Рез. (м)                        | Детаљи                          |                                 |
| Представљао Босну и Херцеговину | Представљао Босну и Херцеговину     | Представљао Босну и Херцеговину | Представљао Босну и Херцеговину | Представљао Босну и Херцеговину | Представљао Босну и Херцеговину | Представљао Босну и Херцеговину |
| Бацање кугле                    | Бацање кугле                        | Бацање кугле                    | Бацање кугле                    | Бацање кугле                    | Бацање кугле                    | Бацање кугле                    |
| ------------------------------- | ----------------------------------- | ------------------------------- | ------------------------------- | ------------------------------- | ------------------------------- | ------------------------------- |
| 2011.                           | Светско првенство У–18              | Лил, Француска                  | 6.                              | 19,79                           | 5 кг                            |                                 |
| 2011.                           | Европски олимпијски фестивал младих | Трабзон, Турска                 | 3                               | 19,13                           | 5 кг                            |                                 |
| 2012.                           | Светско првенство У–20              | Талин, Естонија                 | 5.                              | 19,83                           | 6 кг                            |                                 |
| 2013.                           | Европско првенство У–20             | Ријети, Италија                 |                                 | 20,44                           | 6 кг                            |                                 |
| 2015.                           | Европско првенство У–23             | Талин, Естонија                 | 4.                              | 18,98                           |                                 |                                 |
| 2016                            | Европско првенство                  | Амстердам, Холандија            | 12.                             | 19,49                           |                                 |                                 |
| 2016                            | Олимпијске игре                     | Рио де Жанеиро, Бразил          | 24.                             | 19,55                           |                                 |                                 |
| 2017                            | Европско првенство у дворани        | Београд, Србија                 | 7.                              | 20,37                           |                                 |                                 |
| 2017                            | Светско првенство                   | Лондон, УК                      | 21.                             | 19,88                           |                                 |                                 |
| 2017                            | Дека насјон                         | Анже, Француска                 | 3                               | 20,18                           |                                 |                                 |
| 2018.                           | Светско првенство у дворани         | Бирмингем, УК                   | 5.                              | 21,15                           | [ 4 ]                           |                                 |
| 2018.                           | Медитеранске игре                   | Тарагона, Шпанија               |                                 | 19,82                           |                                 |                                 |
| 2018.                           | Европско првенство                  | Берлин, Немачка                 | 12.                             | 19,91                           |                                 |                                 |
| 2019.                           | Европско првенство у дворани        | Глазгов, УК                     | 6.                              | 20,69                           |                                 |                                 |
| 2019.                           | Светско првенство                   | Доха, Катар                     | 20.                             | 20,17                           |                                 |                                 |

## Лични рекорди
Бацање кугле
- 21,48 м — Векше, 2019.

У дворани:
- 21,15 м — Бирмингем, 2018.

Бацање диска
- 59,42 м — Чула Виста, 2018.

## Постигнућа
- 1× међу топ 8 на светском првенству у дворани
- 1× европски јуниорски првак
- 1× европски (зимски) победник
- 1× европски (зимски) освајач бронзе
- 1× међу топ 8 на светском првенству У20
- 2× међу топ 8 на европском првенству у дворани
- 3× национални првак
- 2× победник балканског првенства у дворани
- 1× победник балканског првенства